# Nazi-Bugash
Nazi-Bugash (1333 o 1332 a. C.), fue rey de Babilonia, País del Mar, Akkad y Khana. Era seguramente un príncipe de la casa real casita pero de una rama secundaria. Un cortesano asesinó a su antecesor Karakhardash por sus orígenes maternos asirios, y Nazi-Bugash fue proclamado rey.
Ashur-uballit I de Asiria, abuelo materno del asesinado, se presentó con un ejército en Babilonia, ocupó la ciudad y depuso al rey, colocando en el trono a Kurigalzu II, hermano de Karakhardash (pero probablemente de otra madre, es decir que no era nieto del rey asirio)), el cual era de corta edad.